# Microcharon eurydices
Microcharon eurydices là một loài chân đều trong họ Microparasellidae. Loài này được Cvetkov miêu tả khoa học năm 1965.